# Gulbity (powiat ostródzki)
Gulbity – wieś w Polsce położona w województwie warmińsko-mazurskim, w powiecie ostródzkim, w gminie Morąg. W latach 1975–1998 miejscowość należała administracyjnie do województwa olsztyńskiego. Miejscowość leży w historycznym regionie Prus Górnych.
| SIMC    | Nazwa           | Rodzaj    |
| ------- | --------------- | --------- |
| 0482476 | Worytki         | część wsi |
| 0482482 | Woryty Morąskie | część wsi |

## Historia
Wieś wzmiankowana w dokumentach z roku 1353 pod nazwą Gulbiten (pruskie słowo 'gulbis' oznacza łabędzia), jako wieś pruska na 4 włókach. W roku 1782 we wsi odnotowano trzy domy, natomiast w 1858 w sześciu gospodarstwach domowych było 40 mieszkańców. W latach 1937–1939 było 121 mieszkańców. W roku 1973 wieś należało do powiatu morąskiego, gmina i poczta Morąg.